# Консольна гра
Консольна гра (англ. console game) — відеогра, яка призначена для роботи на гральній консолі. Версія гри для консолі називається консольною версією. Ігри для портативних гральних консолей можуть називатися «ігри для кишенькових консолей» та «ігри для портативних консолей».
Зазвичай управління в консольних іграх відрізняється від управління в інших типах відеоігор. У випадку портативних консолей засоби управління (пристрої введення) розміщені на самих консолях, а в разі консолей-приставок для управління використовуються геймпади і джойстики, які здебільшого розробляються виробником даної консолі і поставляються разом з нею в комплекті. Однак ця особливість не є «жорсткою»: деякі консолі дозволяють підключати інші засоби введення, наприклад, клавіатуру і мишу.